# 2016年佛得角總統選舉
2016年佛得角總統選舉將在2016年10月2日舉行，由於並無任期限制，故現任總統豪尔赫·卡洛斯·丰塞卡可以參選。

## 選舉制度
佛得角總統選舉採用两轮选举制。

## 候選人
現任總統豪尔赫·卡洛斯·丰塞卡參選以爭取贏得第二個任期，其勝算十分高；在2016年佛得角議會選舉失去最大黨地位的主要反對黨維德角非洲獨立黨則未能於九月舉行的會議推舉候選人。丰塞卡代表佛得角争取民主运动參選，與獨立候選人若阿金·蒙泰羅（Joaquim Monteiro）及阿爾貝蒂諾·格拉薩（Albertino Graça）競逐總統職務。

## 選舉結果
| 候選人               | 政黨            | 首輪投票 | 首輪投票 |
| 候選人               | 政黨            | 票數     | %        |
| -------------------- | --------------- | -------- | -------- |
| 豪尔赫·卡洛斯·丰塞卡 | 争取民主运动    | 91,320   | 74.0     |
| 阿爾貝蒂諾·格拉薩    | 無黨籍          | 27,866   | 22.6     |
| 若阿金·蒙泰羅        | 無黨籍          | 4,228    | 3.4      |
| 廢票/白票            | 廢票/白票       | -        | –        |
| 總計                 | 總計            | 123,414  | 100      |
| 登記選民/投票率      | 登記選民/投票率 | 347,622  | 36       |
| 來源：Sapo.cv        |                 |          |          |

## 反應
- 非洲聯盟 - 曼努埃爾·塞里福·尼亞馬喬為首的29名非洲聯盟觀察員引述選舉是一次透明的選舉[4]。